# Rio Catumbela

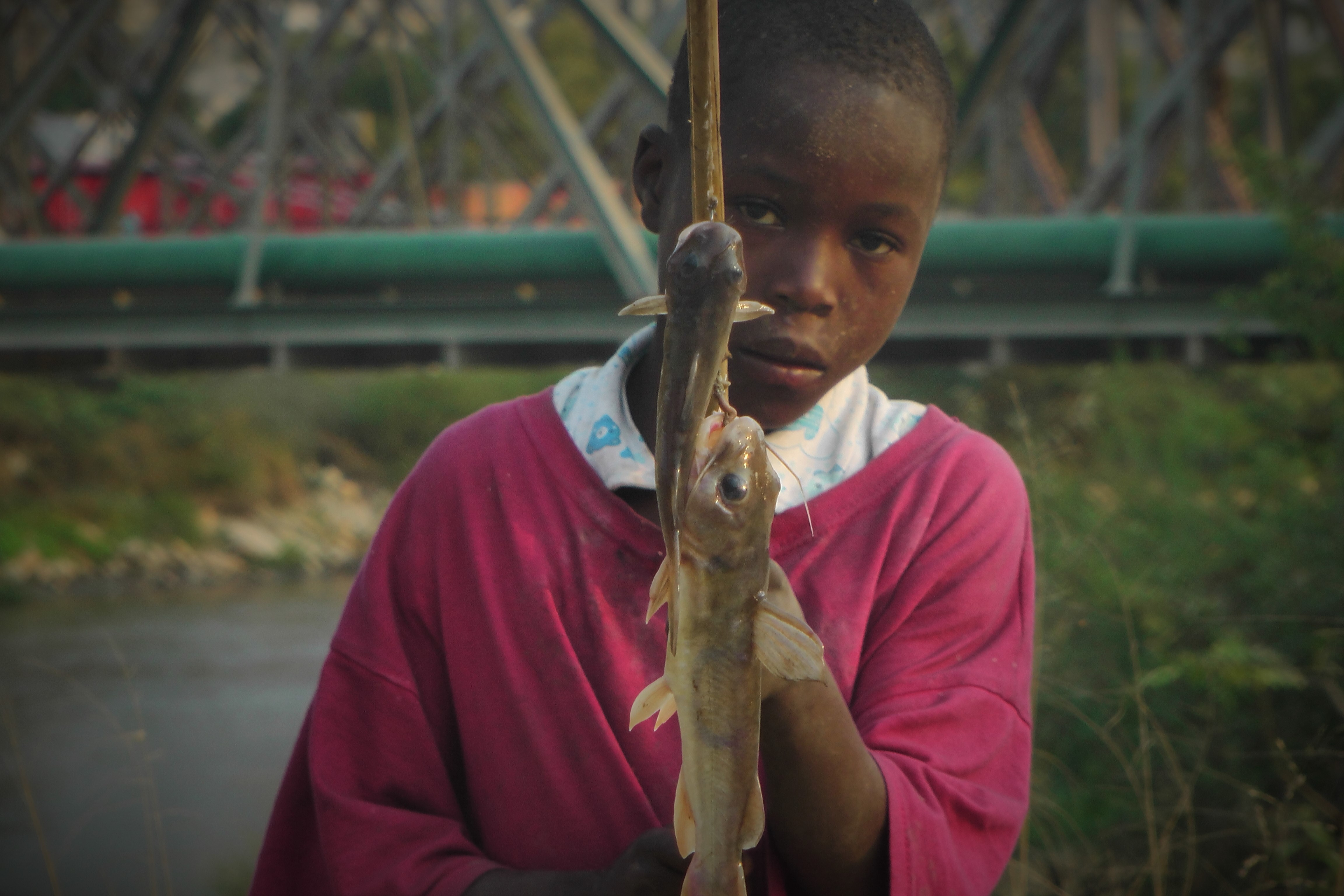
Pesca no Catumbela (2018)

O rio Catumbela é um rio de Angola. Nasce na serra de Cassoco e deságua no oceano Atlântico, logo após atravessar o centro da cidade de Catumbela, após um percurso de 240 km. Abastece com águas potáveis as cidades de Catumbela, Benguela e Lobito.
Os seus principais afluentes são o rio Cuíva, na margem direita, e o rio Cubal, na margem esquerda.